# Ассоциация американских университетов
Ассоциация американских университетов (англ. Association of American Universities, AAU) — организация из ведущих научно-исследовательских университетов США, осуществляющая поддержку национальной системы академических исследований и образования.
В Ассоциацию входят 69 университета США и 2 университета Канады.

## Общая информация
ААУ была основана в 1900 году группой из четырнадцати докторов философии представителей 14 университетов, с целью улучшить и стандартизировать американские докторские программы. Сегодня ААУ — форум для разработки и осуществления институциональной и национальной политики по укреплению программ научных исследований и профессионального образования студентов и аспирантов. Ассоциация проводит два ежегодных собрания, одно из которых проходит в штаб-квартире в Вашингтоне.

### Президенты ассоциации
| Глава               | Срок полномочий |
| ------------------- | --------------- |
| Томас Бартлетт      | 1977—1982       |
| Роберт Розенцвейг   | 1983—1993       |
| Корнелиус Отклики   | 1993—1998       |
| Нильс Хассельмо     | 1998—2006       |
| Роберт Бердал       | 2006—2011       |
| Хантер Роулингс III | 2011—2016       |
| Mary Sue Coleman    | 2016—2020       |
| Barbara Snyder      | 2020—н. в.      |

### Статистика
По состоянию на 2004 год, на членов ААУ приходилось 58 % университетских исследовательских грантов, 52 % всех присуждений докторских степеней в США. С 1999 года — 43 % всех Нобелевских премий.
- Студентов: 1 044 759 (7 % в национальном масштабе).
- Бакалавров: 235 328 (17% в национальном масштабе).
- Магистров: 106 971 (19% в национальном масштабе).
- Аспирантов: 418 066 (20% в национальном масштабе).
- Докторов: 22 747 (52% в национальном масштабе).
- Студентов, обучающихся за границей: 57 205.
- Национальных достижений ученых (2004): 5 434 (63% в национальном масштабе).

## Члены ААУ

### Приём в ассоциацию
Новые члены организации принимаются только по приглашениям, которые должны подать не менее трёх четвертей нынешних членов. Приглашения рассматриваются периодически, оценивается качество высшего образования, а также исследовательских программ.
Учредители выделены жирным шрифтом, год приёма указан в скобках.

### Публичные университеты
| - Университет штата Аризона (2023) - Аризонский университет (1985) - Университет штата Нью-Йорк в Буффало (1989) - Калифорнийский университет в Беркли (1900) - Калифорнийский университет в Дэвисе (1996) - Калифорнийский университет в Ирвайне (1996) - Калифорнийский университет в Лос-Анджелесе (1974) - Калифорнийский университет в Риверсайде (2023) - Калифорнийский университет в Сан-Диего (1982) - Калифорнийский университет в Санта-Барбаре (1995) - Калифорнийский университет в Санта-Крузе (2019) - Колорадский университет в Боулдере (1966) - Флоридский университет (1985) - Технологический институт Джорджии (2010) - Иллинойсский университет в Урбана-Шампейн (1908) - Индианский университет в Блумингтоне (1909) - Университет Айовы (1909) - Канзасский университет (1909) - Мэрилендский университет в Колледж-Парке (1969) | - Мичиганский университет (1900) - Университет штата Мичиган (1964) - Университет Миннесоты (1908) - Университет Миссури (Колумбия) (1908) - Рутгерский университет (1989) - Университет Северной Каролины в Чапел-Хилл (1922) - Университет штата Огайо (1916) - Орегонский университет (1969) - Университет штата Пенсильвания (1958) - Университет Питтсбурга (1974) - Университет Пердью (1958) - Университет штата Нью-Йорк в Стоуни-Брук (2001) - Техасский университет в Остине (1929) - Техасский университет A&M (2001) - Виргинский университет (1904) - Вашингтонский университет (1950) - Университет Висконсина–Мaдисона (1900) - Южно-Флоридский университет (2023) - Университет Юты (2019) |

### Частные университеты
| - Бостонский университет (2012) - Университет Брандейса (1985) - Брауновский университет (1933) - Университет Джорджа Вашингтона (2023) - Дартмутский колледж (2019) - Калифорнийский технологический институт (1934) - Университет Карнеги — Меллон (1982) - Университет Кейс Вестерн резерв (1969) - Чикагский университет (1900) - Колумбийский университет (1900) - Корнеллский университет (1900) - Университет Дьюка (1938) - Университет Эмори (1995) - Гарвардский университет (1900) - Университет Джонса Хопкинса (1900) - Университет Майами (2023) | - Массачусетский технологический институт (1934) - Университет Нотр-Дам (2023) - Нью-Йоркский университет (1950) - Северо-западный университет (1917) - Пенсильванский университет (1900) - Принстонский университет (1900) - Университет Райса (1985) - Университет Рочестера (1941) - Университет Южной Калифорнии (1969) - Стэнфордский университет (1900) - Тулейнский университет (1958) - Университет Вандербильта (1950) - Вашингтонский университет в Сент-Луисе (1923) - Йельский университет (1900) - Университет Тафтса (2021) |

### Университеты Канады
- Университет Макгилла (1926)
- Университет Торонто (1926)

### Бывшие члены
- Университет Кларка (1900—1999)

Вышел из-за несоответствующих другим членам целей исследований.
- Католический университет Америки (1900—2002)

Вышел из-за разногласий с другими членами.
- Университет Небраски в Линкольне (1909—2011)

Был удалён из списка по ряду причин (за отказ в продолжении членства в апреле 2011 года проголосовали необходимые две трети членов ассоциации).
- Сиракузский университет (1966—2011)

Вышел из ассоциации ввиду не соответствующих её требованиям критериев оценки, которые университет пересматривать отказался.
- Университет штата Айова (1958—2022)

Вышел из ассоциации ввиду несогласия с внутренними рейтинговыми показателями AAU, которые несправедливо отдают предпочтение учреждениям с высоким уровнем финансирования, и отметил, что его сила не в биомедицинских исследованиях, потому что в университете нет медицинской школы.